# Gravure Prevedari
La gravure Prevedari est une gravure sur une plaque de laiton réalisée en 1481 à Milan par Bernardo Prevedari d'après un dessin de Donato Bramante dont le nom est rapporté sur la gravure elle-même en lettres capitales (BRAMANTUS FECIT IN MEDIOLANO). Elle est conservée à la pinacothèque de Brera à Milan.

## Histoire
Un contrat daté du 24 octobre 1481 atteste que le graveur Bernard Prevedari s'engage à : « fabricare [...] stampam UNAM cum hedifitijs et figuris [...] secundum designum factum papyrus pour magistrum Bramantem de Urbino... ».
Il s’agit du premier document tangible sur Bramante et de la plus grande gravure d'une seule plaque réalisée au XVe siècle.
Deux copies connues subsistent aujourd'hui, mais cette gravure devait être très courante à l'époque : on retrouve son influence de l'Allemagne à l'Espagne.

## Description
Le sujet, bien qu'obscur, semble représenter l’intérieur d'un temple à l'antique en ruine à l'architecture puissante. Parmi les personnages présents, figure un homme agenouillé. La gravure qui met en évidence les connaissances architecturales de Bramante, presque un condensé des thèmes qu'il développera dans les œuvres lombardes suivantes, est conçu comme une représentation d'une structure formée de cellules tridimensionnelles, sans paroi plane, les arches reposant sur des pilastres antiques et non sur des colonnes.

## Analyse
L'architecture s'inspire en partie du décor de la chapelle de la Conversation sacrée de Piero della Francesca (v. 1475), conservée aussi à la pinacothèque de Brera. L'édifice est plus grand et plus complexe dans l'œuvre de Bramante.